# 3次元多様体の素な分解
トポロジーにおいて、 3次元多様体の素な分解 (en:Prime decomposition (3-manifold)）とは任意のコンパクト、向き付け可能3次元多様体は有限個の素な多様体の連結和として（同相を除いて）一意に表されるという定理である。
多様体が素であるとは連結和として与えられた時少なくとも一方が球面と同相となることである。
P を素な3次元多様体とする時、S2 × S1 であるか、S1上の向き付け不可能なS2束であるか、既約多様体のどれかと Pが一致する。（既約多様体とは埋め込まれた任意の2次元球面が3次元球体の境界となるような多様体のことである。）
従って定理は既約な3次元多様体とS1上のS2束の連結和として一意に表せると言い換える事ができる。
証明はHellmuth Kneserによって連結和分解の存在性が証明され、一意性は30年後にJohn Milnorによって示された。
素連結和分解は向き付け不可能な3次元多様体でも成立するが、一意性を言うためには次のように仮定を少し改良しなければならない：
「任意のコンパクトな向き付け不可能な3次元多様体は既約な多様体とS1上の向き付け不可能なS2束の連結和として一意に表せる」

## References
- J. Milnor, A unique decomposition theorem for 3-manifolds, en:American Journal of Mathematics 84 (1962), 1–7.